# Paphia
Paphia је род морских шкољки из породице Veneridae, тзв, Венерине шкољке.
Овај род је познат на основу фосила од креде до Квартара (распон година: од 112,6 до 0,0 милиона година раније).

## Врстре
Врсте овог рода су:
- Paphia amabilis  (Philippi, 1847)
- Paphia crassisulca  (Lamarck, 1818)
- Paphia declivis  (G. B. Sowerby II, 1852)
- Paphia euglypta  (Philippi, 1847)
- Paphia finlayi  Marwick, 1927 †
- Paphia inflata  (Deshayes, 1854)
- Paphia japonica  (Ando, 1953)  †
- Paphia kreipli  M. Huber, 2010
- Paphia lirata  (Philippi, 1848)
- Paphia lutaenkoi  Thach, 2018
- Paphia philippiana  M. Huber, 2010
- Paphia polita  (G. B. Sowerby II, 1852)
- Paphia rotundata  (Linnaeus, 1758)
- Paphia schnelliana  (Dunker, 1865)
- Paphia semirugata  (Philippi, 1847)
- Paphia sulcosa  (Philippi, 1847)
- Paphia vernicosa  (Gould, 1861) [3]

- подрод Paphia (Neotapes) Kuroda & Habe, 1971 представљен као Paphia Röding, 1798
- подрод Paphia (Paphia) Röding, 1798 представљен као Paphia Röding, 1798
  - врста Paphia (Paphia) kreipli M. Huber, 2010 представљена као Paphia kreipli M. Huber, 2010
- подрод Paphia (Callistotapes) Sacco, 1900 прихваћен као Polititapes Chiamenti, 1900
  - врста Paphia (Callistotapes) finlayi Marwick, 1927 † представљена као Paphia finlayi Marwick, 1927 †
- подрод Paphia (Protapes) Dall, 1902 прихваћен као Protapes Dall, 1902
  - врста Paphia (Protapes) cor (G. B. Sowerby II, 1853) прихваћена као Protapes cor (G. B. Sowerby II, 1853)
  - врста Paphia (Protapes) gallus (Gmelin, 1791) прихваћена као Protapes gallus (Gmelin, 1791)
  - врста Paphia (Protapes) rhamphodes Oliver & Glover, 1996 прихваћена као Protapes rhamphodes (Oliver & Glover, 1996) (basionym)
  - врста Paphia (Protapes) sinuosa (Lamarck, 1818) прихваћена као Venus sinuosa Lamarck, 1818
- врста Paphia alaavis Röding, 1798 прихваћена као Macrocallista nimbosa (Lightfoot, 1786)
- врста Paphia alapapilionis Röding, 1798 прихваћена као Paphia rotundata (Linnaeus, 1758)
- врста Paphia aurea (Gmelin, 1791) прихваћена као Polititapes aureus (Gmelin, 1791)
- врста Paphia bifurcata Quayle, 1938 прихваћена као Ruditapes philippinarum (Adams & Reeve, 1850)
- врста Paphia coelata Tomlin, 1923 прихваћена као Paphia rotundata (Linnaeus, 1758)
- врста Paphia cor (G. B. Sowerby II, 1853) прихваћена као Protapes cor (G. B. Sowerby II, 1853)
- врста Paphia crassisulca Lamprell & Whitehead, 1992 прихваћена као Paphia inflata (Deshayes, 1854)
- врста Paphia dura (Gmelin, 1791) прихваћена као Venerupis dura (Gmelin, 1791) прихваћена као Polititapes durus (Gmelin, 1791)
- врста Paphia exarata (Philippi, 1846) прихваћена као Paphia philippiana M. Huber, 2010
- врста Paphia gallus прихваћена као Protapes gallus (Gmelin, 1791)
- врста Paphia guttulata Röding, 1798 прихваћена као Tapes conspersus (Gmelin, 1791)
- врста Paphia lischkei Fischer-Piette & Métivier, 1971 прихваћена као Paphia euglypta (Philippi, 1847)
- врста Paphia lucens (Locard, 1886) прихваћена као Polititapes aureus (Gmelin, 1791)
- врста Paphia malabarica (Dillwyn, 1817) прихваћена као Protapes gallus (Gmelin, 1791)
- врста Paphia marmorata (Lamarck, 1818) прихваћена као Marcia recens (Holten, 1802)
- врста Paphia nocturna Röding, 1798 прихваћена као Tapes literatus (Linnaeus, 1758)
- врста Paphia restorationensis Frizzell, 1930 прихваћена као Leukoma restorationensis (Frizzell, 1930) (оригинална комбинација)
- врста Paphia rhamphodes Oliver & Glover, 1996 прихваћена као Protapes rhamphodes (Oliver & Glover, 1996)
- врста Paphia rhomboides (Pennant, 1777) прихваћена као Polititapes rhomboides (Pennant, 1777)
- врста Paphia schnelliana Springsteen & Leobrera, 1986 прихваћена као Paphia declivis (G. B. Sowerby II, 1852)
- врста Paphia semirugata Lamprell & Whitehead, 1992 прихваћена као Paphia crassisulca (Lamarck, 1818)
- врста Paphia staminea (Conrad, 1837) прихваћена као Leukoma staminea (Conrad, 1837)
- врста Paphia sulcaria (Lamarck, 1818) прихваћена као Tapes sulcarius (Lamarck, 1818)
- врста Paphia tenerrima (Carpenter, 1857) прихваћена као Callithaca tenerrima (Carpenter, 1857)
- врста Paphia textile (Gmelin, 1791) прихваћена као Paratapes textilis (Gmelin, 1791)
- врста Paphia textrix (Deshayes, 1853) прихваћена као Paratapes textilis (Gmelin, 1791)
- врста Paphia undulata (Born, 1778) прихваћена као Paratapes undulatus (Born, 1778)
- врста Paphia variegata (G. B. Sowerby II, 1852) прихваћена као Venerupis aspera (Quoy & Gaimard, 1835)
- врста Paphia wellsi Iredale, 1958 прихваћена као Paphia polita (G. B. Sowerby II, 1852)[4]